# Parantica nilgiriensis
Parantica nilgiriensis är en fjärilsart som beskrevs av Moore 1877. Parantica nilgiriensis ingår i släktet Parantica och familjen praktfjärilar. IUCN kategoriserar arten globalt som nära hotad. Inga underarter finns listade i Catalogue of Life.

## Bildgalleri

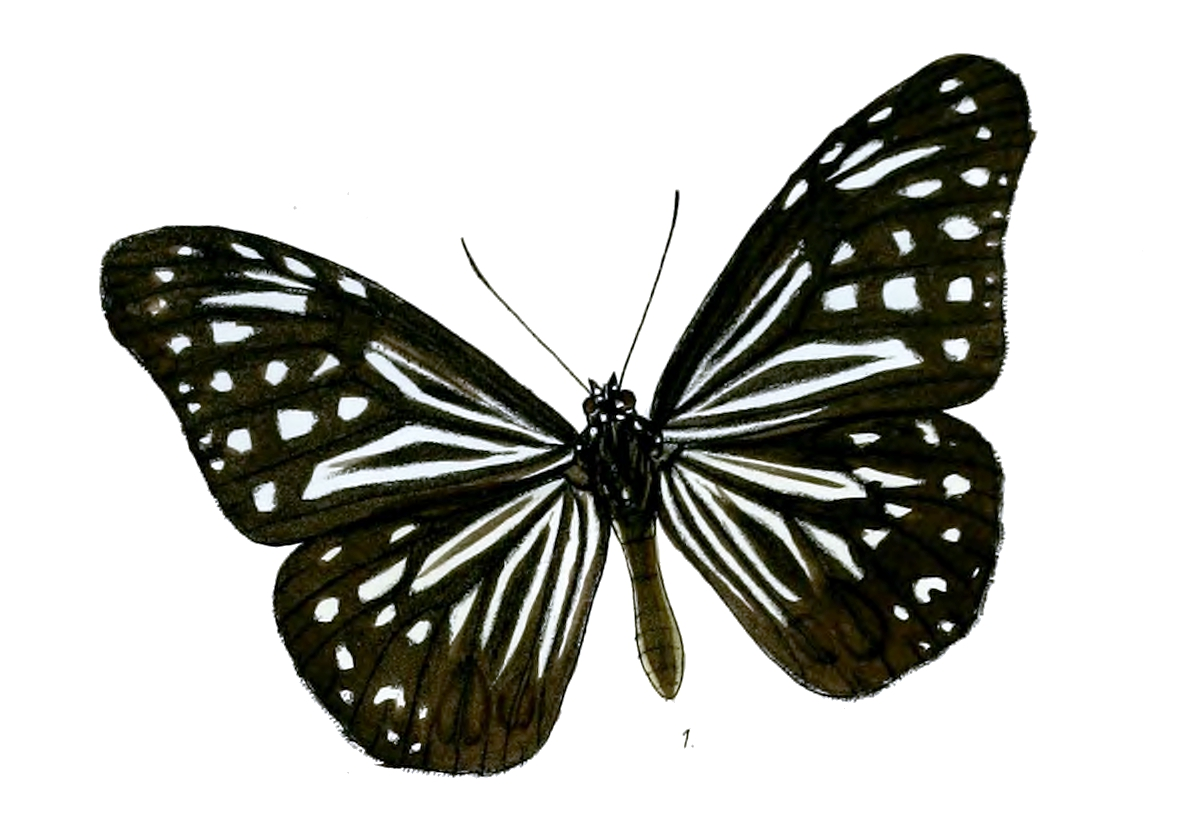
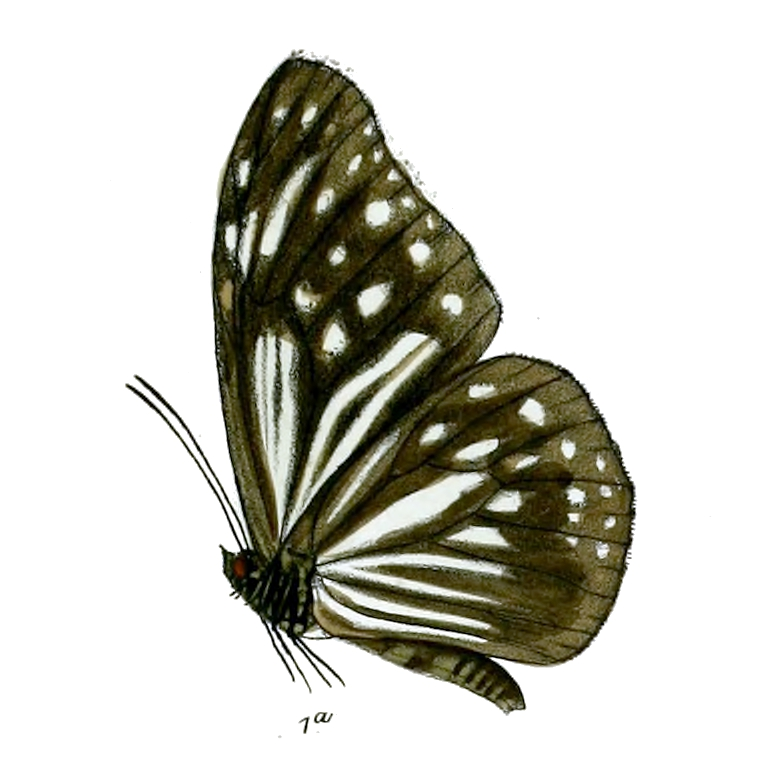
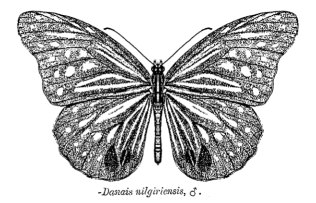